# 斯图亚特·罗伯特·格拉斯
斯图亚特·罗伯特·格拉斯（英語：Stuart Robert Glass，1951年6月25日—1978年8月13日），加拿大游艇手。
格拉斯在英国出生，后与家人一起移民到加拿大的不列颠哥伦比亚省的列治文。
格拉斯自幼就喜欢冒险。1978年，他在澳大利亚达尔文与新西兰人克里·乔治·哈米尔（Kerry George Hamill）合资购买了游艇“狐媚女士”号（Foxy Lady），与哈米尔的澳大利亚籍女友盖尔·塞雷（Gail Colley）一起驶往帝汶，后又驶往弗洛勒斯岛、巴厘岛、新加坡、槟城、普吉岛等地，途中有若干旅行者加入。
1978年8月13日，“狐媚女士”号在柬埔寨通岛水域被民主柬埔寨海军俘获。根据克里的弟弟罗布·哈米尔的说法，“狐媚女士”号是因为暴风雨的缘故误入柬埔寨水域，但另有说法声称是故意的，格拉斯涉嫌走私，船上载有大麻。格拉斯被柬埔寨军队开枪射中，后死亡，一说被射杀，一说落入水中淹死，一说被丢入水中淹死。约翰·德维斯特和克里·哈米尔被红色高棉俘虏，送往S-21监狱囚禁，后被处决。